# Bowling Green (Missouri)
Pour les articles homonymes, voir Bowling Green.
La ville de Bowling Green est le siège du comté de Pike, situé dans l'État du Missouri, aux États-Unis.